# Mochrum Loch
Mochrum Loch es un lago de agua dulce grande, de forma irregular y poco profundo que se encuentra en Dumfries and Galloway, en las Southern Uplands, suroeste de Escocia. Se encuentra aproximadamente a 13 kilómetros al oeste de la ciudad de Wigtown. El lago cuenta con varios islotes rocosos.

## Historia
El lago fue inspeccionado en 1903 por James Murray y posteriormente cartografiado como parte del Bathymetrical Survey of Fresh-Water de John Murray de 1897 a 1909.